# Roberto Muzzi
Roberto Muzzi (Roma, Italia, 21 de septiembre de 1971) es un ex-futbolista Italiano, se desempeñaba como delantero y se retiró en 2008. Fue internacional con Italia en los Juegos Olímpicos de Barcelona 1992.

## Clubes
| Club      | País   | Año         | Partidos | Goles |
| AS Roma   | Italia | 1994        | 2        | 0     |
| Cagliari  | Italia | 1995 - 1999 | 144      | 58    |
| Udinese   | Italia | 1999 - 2003 | 102      | 38    |
| SS Lazio  | Italia | 2003 - 2005 | 39       | 4     |
| Torino FC | Italia | 2005 - 2007 | 61       | 11    |
| Padova    | Italia | 2007 - 2008 | 23       | 4     |